# RATP Développement Toulon Provence Méditerranée
RATP Dev Toulon Provence Méditerranée, abrégée RD TPM est l'exploitant principal du réseau Mistral (Toulon) depuis le 1er mai 2023, desservant le périmètre de la métropole Toulon-Provence-Méditerranée.
Elle remplace la Régie mixte des transports toulonnais (RMTT), créée le 06 avril 1951 et qui exploitait le Réseau Mistral de sa création en septembre 2003 jusqu'au 30 avril 2023.

## Historique
En 2023, la métropole Toulon Provence Méditerranée (TPM) a choisi le nouvel exploitant du Réseau Mistral, pour un contrat d'une durée de six ans. Les candidats en lice étaient Transdev (RMTT), pour sa propre succession et RATP Dev. C'est cette dernière offre qui a été retenue. Pour la sous-traitance, des lignes de Hyères-Les-Palmiers, c'est la SNT Suma qui succède à Keolis-Sodetrav.
RD TPM exploitera le Réseau Mistral jusqu'à minimum (RD TPM peut remporter le futur appel d'offres) le 30 Avril 2029.
Plusieurs changements ont été annoncés par la RD TPM, notamment une traduction des annonces sonores à bord des bus en allemand et en anglais, le paiement par carte bancaire, ainsi que +58% de passages en gare d’ici 2029. Une augmentation de la fréquentation de 54% et favoriser l’intermodalité avec +58% de passages en gares d’ici 2029.